# Luciano Henrique
Luciano Henrique de Gouveia, noto semplicemente come Luciano Henrique (Tremembé, 10 ottobre 1978), è un ex calciatore brasiliano, di ruolo difensore.

## Palmarès

### Club

#### Competizioni statali
- Campionato paulista: 1

Santos: 2006
- Campionato Pernambucano: 4

Sport Recife: 2006, 2007, 2008, 2009

#### Competizioni internazionali
- Recopa Sudamericana: 1

Internacional: 2007

#### Competizioni nazionali
- Coppa del Brasile: 1

Sport Recife: 2008